# هگزافلورید تکنسیم
هگزافلورید تکنسیم (به انگلیسی: Technetium hexafluoride) با فرمول شیمیایی TcF۶ یک ترکیب شیمیایی است. که جرم مولی آن 212 g/mol (۹۸Tc) می‌باشد. شکل ظاهری این ترکیب، بلورهای زرد است.